# Les Aulneaux
Les Aulneaux è un comune francese di 105 abitanti situato nel dipartimento della Sarthe nella regione dei Paesi della Loira.

## Società

### Evoluzione demografica
Abitanti censiti